# 구이도 곤차가

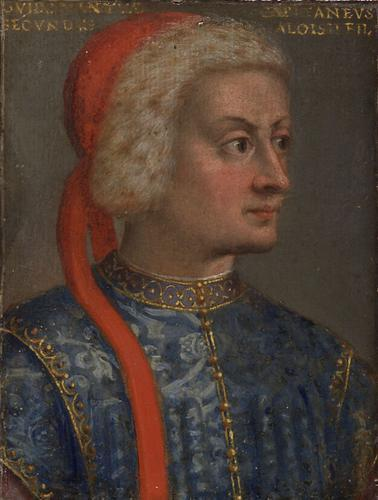

구이도 곤차가(Guido Gonzaga, 1290년 - 1369년 9월 22일)는 이탈리아의 콘도티에로이다.

## 생애
그는 1328년에 만토바의 포데스타와 더불어 레조 에밀리아의 포데스타로도 선출되었다. 1335년에 그는 후자의 도시의 군주가 되었다.
1360년에 그는 70세의 나이에 형제들(프란체스코, 루도비코 2세)에 암살될때까지(1362년 10월 14일) 사실상의 대부분의 권력을 지녔던 그의 아들 우골리노와 함께 만토바의 카피타노 델 포포로가 되었다. 그는 카를 4세가 개입하여 자유를 되찾았지만, 만토바가 베르나보 비스콘티에게 점령당한 1368년에 부임하였다. 볼로냐 조약과 함께, 만토바는 카브리아나, 카스틸리오네델레스티비에레, 솔페리노, 볼타, 메돌레, 체레사라를 획득하였다.
그는 1369년에 사망하였고 루도비코가 그 뒤를 이었다.
| 이전 루도비코 1세 | 만토바의 군주 1360년–1369년 | 이후 루도비코 2세 |